# Cimbres
Cimbres es una freguesia portuguesa del concelho de Armamar, con 5,87 km² de superficie y 374 habitantes (2001). Su densidad de población es de 63,7 hab/km².